# Universidad Tec Milenio Campus Nuevo Laredo
Tecmilenio Campus Nuevo Laredo es un campus de la Universidad Tec Milenio ubicado en la ciudad de Nuevo Laredo, Tamaulipas.

## Historia
La Universidad Tec Milenio fue fundada en el año 2002 bajo el auspicio del Instituto Tecnológico y de Estudios Superiores de Monterrey (ITESM). En 2010, dicha universidad inauguró el Campus Nuevo Laredo.